# Nettunismo

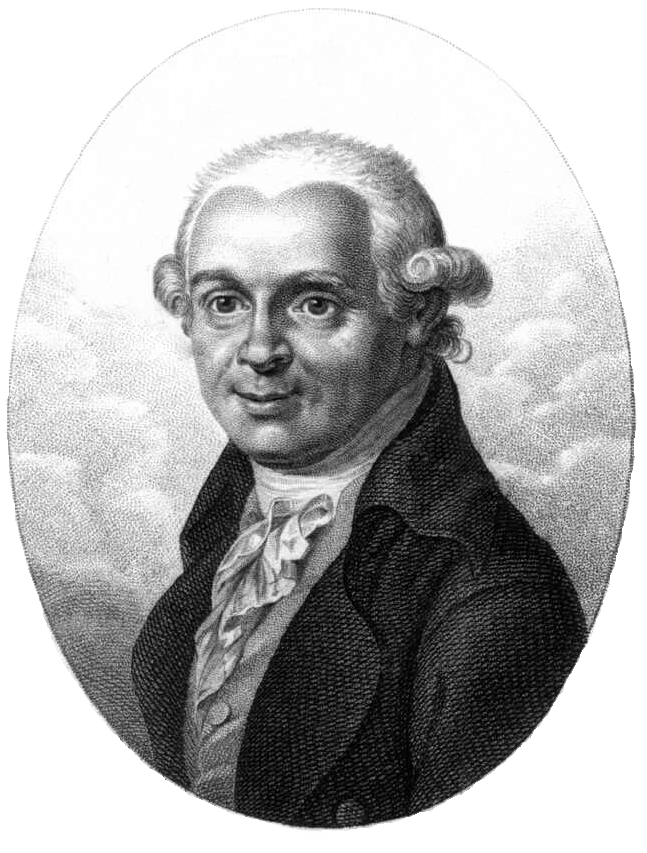
Abraham Gottlob Werner (1749 - 1817), fondatore del nettunismo

Il nettunismo è una teoria affermatasi alla fine del XVIII secolo, soprattutto grazie all'opera del geologo tedesco Abraham Gottlob Werner, secondo la quale tutte le rocce avevano un'origine marina. L'etimologia si riallaccia a Nettuno, nella mitologia romana il dio delle acque e del mare.
In base a questa teoria, il centro della Terra sarebbe stato freddo e solido ed il suo nucleo composto di pietra dura. Le rocce e le montagne avrebbero avuto origine da processi di sedimentazione marina ed il materiale eruttato dai vulcani non avrebbe avuto origine dalle profondità della litosfera ma sarebbe stato alimentato da un processo di "cottura" di strati carboniosi. Secondo il nettunismo, infatti, tutti i materiali presenti sulla crosta terrestre sarebbero stati depositati in seguito al ritirarsi di un grande mare che originariamente ricopriva tutta la terra.
Il nettunismo era in accordo con le teorie creazioniste; postulava, infatti, la comparsa progressiva della vita sulla Terra in accordo con l'ordine della Genesi. La principale debolezza della teoria era la difficoltà a spiegare che fine avesse fatto tutta l'acqua che si era ritirata dalla terra primitiva (e nessun sostenitore del nettunismo fu mai in grado di addurre spiegazioni plausibili). Alcuni seguaci del nettunismo, i cosiddetti Vulcanisti, ipotizzavano tuttavia che le terre emerse, anziché derivare dal ritiro dell'acqua del mare, erano state sollevate dall'opera di enormi vulcani, ossia dall'intervento di eventi singolari catastrofici.
La teoria ebbe molto successo nell'età di transizione dall'illuminismo al romanticismo. Tra i più famosi sostenitori del nettunismo vanno citati Johann Goethe e Friedrich von Hardenberg.
In contrasto con il nettunismo un'altra teoria, maggiormente legata al tradizionale razionalismo settecentesco, il plutonismo, sostenuta dallo scienziato scozzese James Hutton, ipotizzava che il sollevamento delle rocce marine, e quindi la formazione dei continenti, fosse opera della forza rappresentata dal "calore sotterraneo".
Plutonismo e nettunismo erano correlati alla contrapposizione solidismo e fluidismo che vivacizzavano le speculazioni sulla natura quantitativa e qualitativa del centro della Terra.